# Distruzione creativa

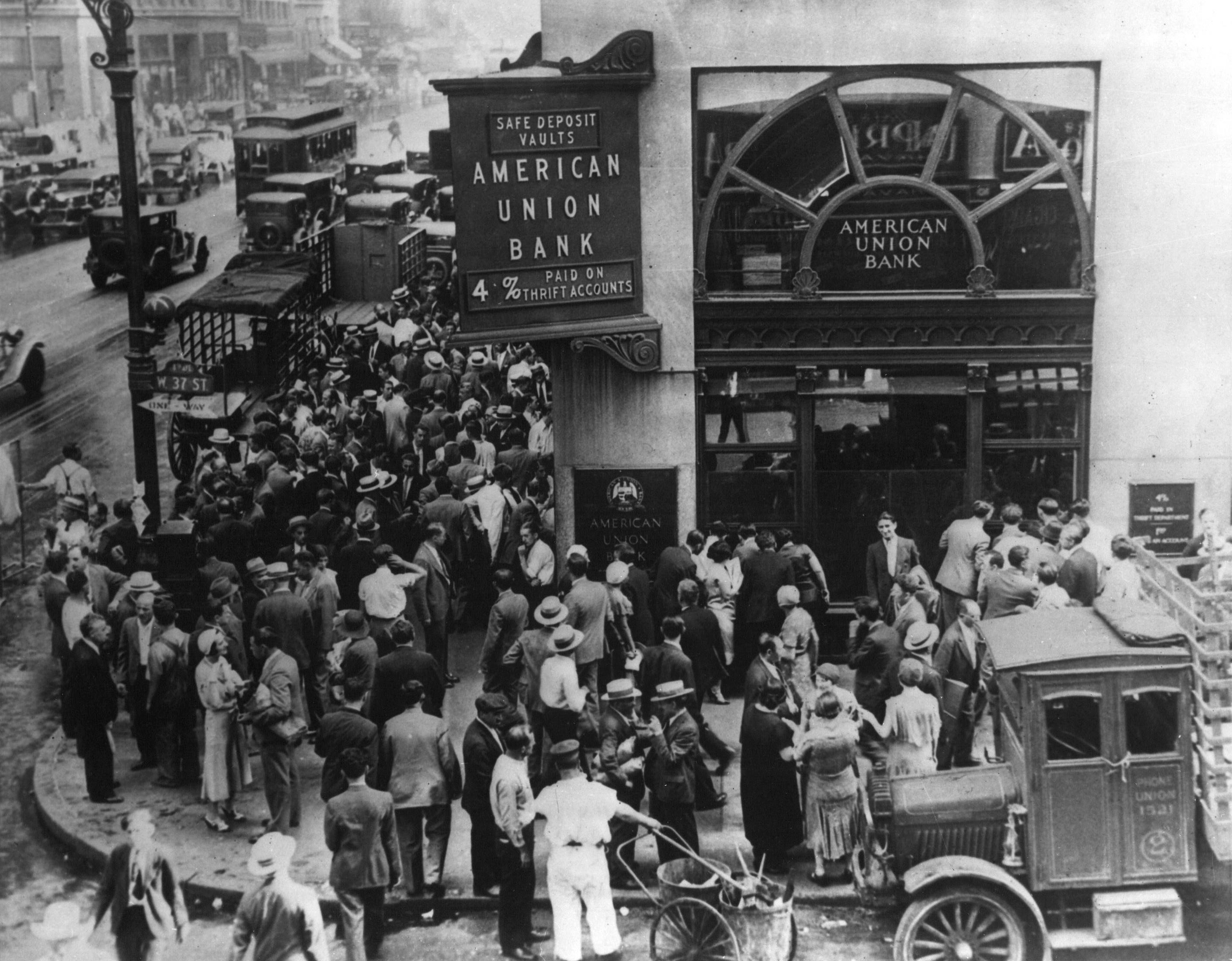
Folla alla American Union Bank di New York durante una corsa agli sportelli all'inizio della Grande depressione. Marx sosteneva che la svalutazione della ricchezza durante le periodiche crisi finanziarie del capitalismo fosse un risultato inevitabile dei processi di creazione della ricchezza.

La distruzione creativa (in tedesco schöpferische Zerstörung), anche nota come burrasca di Schumpeter, è un concetto delle scienze economiche associato dagli anni cinquanta all'economista austriaco Joseph Schumpeter, che l'ha derivato dal lavoro di Karl Marx rendendola popolare come teoria dell'economia dell'innovazione e del ciclo economico. 
Secondo Schumpeter, la "burrasca di distruzione creativa" descrive il "processo di mutazione industriale che rivoluziona incessantemente la struttura economica dall'interno, distruggendo senza sosta quella vecchia e creando sempre una nuova". Nella teoria economica marxista, il concetto si riferisce più in generale ai processi collegati di accumulazione e distruzione della ricchezza sotto il capitalismo.
Il sociologo marxista tedesco Werner Sombart è stato accreditato per il primo uso di questi termini nella sua opera Krieg und Kapitalismus (Guerra e capitalismo) del 1913. Nel precedente lavoro di Marx, tuttavia, il concetto di distruzione o annichilamento creativo (in tedesco Vernichtung) implica non solo il fatto che il capitalismo distrugge e riconfigura gli ordini economici precedenti, ma che deve anche svalutare incessantemente la ricchezza esistente (sia attraverso la guerra, l'abbandono o crisi economiche regolari e periodiche) al fine di spianare il terreno per la creazione di nuova ricchezza.
In Capitalismo, socialismo e democrazia (1942), Joseph Schumpeter sviluppò questo concetto basandosi su un'attenta lettura del pensiero di Marx (a cui è dedicata l'intera prima parte del libro), sostenendo (nella seconda parte) che le forze creativo-distruttive scatenate dal capitalismo porterebbero alla fine alla sua scomparsa come sistema. Nonostante ciò, il termine ha successivamente ottenuto una maggiore popolarità nell'ambito dell'economia neoliberista o del libero mercato, divenendo una descrizione di processi come il ridimensionamento della forza lavoro al fine di aumentare l'efficienza e il dinamismo di un'azienda. La definizione marxista è stata tuttavia mantenuta e ulteriormente sviluppata nel lavoro di sociologi come David Harvey, Marshall Berman, Manuel Castells e Daniele Archibugi.

## Storia

### Nel pensiero di Marx
Sebbene la definizione moderna di "distruzione creativa" non venga usata in maniera esplicita da Marx, deriva in gran parte dalle sue analisi, in particolare dal lavoro di Werner Sombart (che Engels descrisse come l'unico professore tedesco ad aver compreso Il Capitale di Marx), e di Joseph Schumpeter. 
Nel Manifesto del Partito Comunista del 1848, Karl Marx e Friedrich Engels descrissero le tendenze del capitalismo verso la crisi in termini di "distruzione forzata di una massa di forze produttive":
(Karl Marx e Friederich Engels, Il Manifesto del Partito Comunista)
Qualche anno dopo, nelle Grundrisse, Marx scrisse riguardo alla "violenta distruzione del capitale non per via di relazioni esterne ad essa, ma piuttosto come una condizione per la sua autoconservazione". In altre parole, Marx stabilì un legame necessario tra le forze generative o creative della produzione nel capitalismo e la distruzione del valore del capitale come uno dei modi chiave in cui il capitalismo tenta di superare le sue contraddizioni interne:
Nelle Teorie del plusvalore (volume IV del Capitale), Marx affinò questa teoria per distinguere gli scenari in cui la distruzione dei valori (delle materie prime) influenza i valori d'uso o di scambio oppure di entrambi. La distruzione del valore di scambio unita alla conservazione del valore d'uso offre chiare opportunità per nuovi investimenti di capitale e quindi per la ripetizione del ciclo di produzione-svalutazione:
( Karl Marx, Theories of Surplus-Value: "Volume IV" of Capital, vol. 2, 1969  [1863],  pp. 495-496.)
Il geografo sociale David Harvey riassume le differenze tra l'uso di questi concetti da parte di Marx e di Schumpeter:
(Harvey, 2010, p. 46)

### Altre applicazioni precedenti

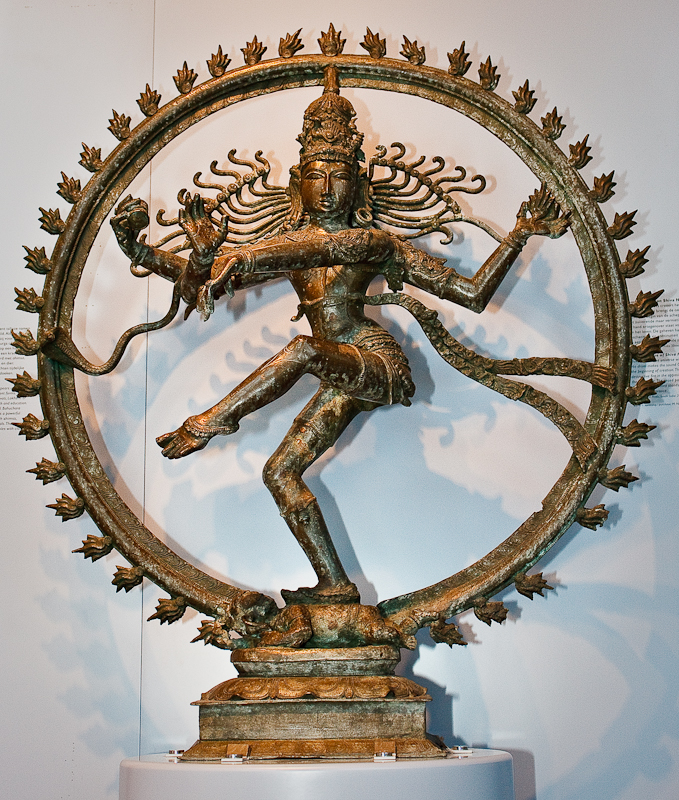
Nell'induismo, Siva è contemporaneamente distruttore e creatore, ritratto come Nataraja (Signore della danza), che viene proposto come la fonte della nozione occidentale di "distruzione creativa".

Nell'opera L'origine delle specie, pubblicato nel 1859, Charles Darwin scrisse che "La estinzione di forme antiche è la conseguenza inevitabile della produzione di nuove forme." Un'eccezione importante a tale regola riguarda il modo in cui l'estinzione dei dinosauri ha facilitato la radiazione adattativa dei mammiferi. In questo caso la creazione fu la conseguenza, piuttosto che la causa, della distruzione. 
In termini filosofici, il concetto di "distruzione creativa" è vicino al concetto hegeliano dell'Aufheben. Nel discorso economico tedesco, Werner Sombart riprese gli scritti di Marx e nel suo testo del 1913 Krieg und Kapitalismus:
Hugo Reinert sostiene che la formulazione del concetto di Sombart è stata influenzata dal misticismo orientale, in particolare dall'immagine della divinità indù Siva, presentato nell'aspetto paradossale del simultaneo distruttore e creatore. Probabilmente questa influenza derivò da Johann Gottfried Herder, che introdusse il pensiero induista nella filosofia tedesca tramite la sua Filosofia della storia umana (Ideen zur Philosophie der Geschichte der Menschheit) (Herder 1790-1792), in particolare nel volume III, nonché tramite Arthur Schopenhauer e l'orientalista Friedrich Maier attraverso gli scritti di Friedrich Nietzsche. Nietzsche rappresentava la distruzione creativa della modernità attraverso la mitica figura di Dioniso, una figura che vedeva "distruttivamente creativa" e "creativamente distruttiva" contemporaneamente. Nel seguente passaggio di Genealogia della morale (1887), Nietzsche sostiene il principio universale di un ciclo di creazione e distruzione, in modo tale che ogni atto creativo abbia le sue conseguenze distruttive:
Tra le altre formulazioni di questo concetto nel corso del XIX secolo vi è quella dell'anarchico russo Michail Bakunin, che nel 1842 scrisse: "La passione per la distruzione è anche una passione creativa!". Da notare, tuttavia, che questa formulazione precedente differisce nettamente dalle formulazioni di Marx e Schumpeter nel suo focalizzarsi sulla distruzione attiva dell'ordine sociale e politico esistente da parte degli esseri umani (al contrario delle forze sistemiche o delle contraddizioni nei casi di Marx e Schumpeter). 

## Associazione con Joseph Schumpeter
L'espressione "distruzione creativa" è principalmente associata a Joseph Schumpeter, in particolare nel suo libro Capitalismo, socialismo e democrazia, pubblicato per la prima volta nel 1942. Già nel suo libro Cicli economici del 1939, cercò di affinare le idee innovative di Nikolaj Kondrat'ev e il suo ciclo a onde lunghe che Schumpeter credeva fosse guidato dall'innovazione tecnologica. Tre anni dopo, in Capitalismo, socialismo e democrazia, Schumpeter introdusse il concetto di "distruzione creativa", esplicitamente derivato dal pensiero marxista (analizzato ampiamente nella prima parte del libro) e lo ha usato per descrivere il processo distruttivo di trasformazione che accompagna tale innovazione:
[...] L'apertura di nuovi mercati, esteri o nazionali, e lo sviluppo organizzativo dalla bottega artigiana e dalla fabbrica a problemi come la U.S. Steel illustrano il processo di mutazione industriale che rivoluziona incessantemente la struttura economica dall'interno, distruggendo incessantemente il vecchio e incessantemente creandone uno nuovo. Questo processo di distruzione creativa è il fatto essenziale del capitalismo. È ciò in cui consiste il capitalismo e dove deve vivere ogni preoccupazione capitalista. 
[... Il capitalismo richiede] la tempesta perenne della distruzione creativa.»
Nella visione di Schumpeter del capitalismo, l'ingresso innovativo da parte degli imprenditori era la forza dirompente che sosteneva la crescita economica, anche se distrusse il valore delle aziende e dei lavoratori affermati che godevano di un certo potere monopolistico derivato dai precedenti paradigmi tecnologici, organizzativi, normativi ed economici. Tuttavia, Schumpeter era pessimista riguardo alla sostenibilità di questo processo, visto che alla fine portava a minare le strutture istituzionali proprie del capitalismo: 

### Esempi
Nel 1949, Schumpeter usò come uno dei suoi esempi "la ferrovia del Medio Oriente come era stata iniziata dalla Illinois Central". Scrisse:
( J. A. Schumpeter, An economic interpretation of our time: The Lowell Lectures, in The Economics and Sociology of Capitalism, Princeton, N.J., Princeton University Press, 1941,  p. 349. Come citato in  Esben S. Andersen, Schumpeter and Regional Innovation, in Handbook of Regional Innovation and Growth, P. Cooke, Elgar Publ.)
Le compagnie che una volta avevano rivoluzionato e dominato nuove industrie - come ad esempio la Xerox per le fotocopiatrici o la Polaroid per la fotografia istantanea - hanno visto crollare i loro profitti e svanire il loro dominio quando i concorrenti hanno lanciato progetti migliori o ridotto i costi di produzione. In termini di tecnologia, la musicassetta aveva sostituito la Stereo8, per poi essere rimpiazzata a sua volta dal compact disc, dai download su lettori MP3 e dai servizi di streaming online come Spotify o Deezer. Le aziende che hanno lucrato con una tecnologia che diventa progressivamente obsoleta non sempre riescono ad adattarsi al meglio al contesto economico creato dalle nuove tecnologie. 
Un esempio è il modo in cui siti di notizie online supportati dalla pubblicità come l'Huffington Post stanno portando alla distruzione creativa del giornale tradizionale. Ad esempio il Christian Science Monitor ha annunciato nel gennaio 2009 che non avrebbe più continuato a pubblicare un'edizione cartacea quotidiana, ma che sarebbe stato disponibile online tutti i giorni. Il Seattle Post-Intelligencer è diventato completamente online solo nel marzo 2009. A livello nazionale negli Stati Uniti, l'occupazione nel settore dei giornali è scesa da 455 700 posti di lavoro nel 1990 a 225 100 nel 2013. Nello stesso periodo, l'occupazione nell'editoria e nella trasmissione via Internet è cresciuta da 29 400 a 121 200 posti di lavoro
Infatti, l'innovazione di successo è normalmente una fonte temporanea di potere di mercato, che erode i profitti e la posizione delle vecchie imprese ma che alla fine cede alla pressione delle nuove invenzioni commercializzate dai concorrenti in competizione. La distruzione creativa è un importante concetto economico in grado di spiegare molte delle dinamiche o cinetiche del cambiamento industriale: la transizione da un mercato competitivo a un mercato monopolistico e viceversa. È stata l'ispirazione della teoria della crescita endogena e anche dell'economia evolutiva.
David Ames Wells, che era un'autorità importante riguardo agli effetti della tecnologia sull'economia alla fine del XIX secolo, fornì molti esempi di distruzione creativa (senza usare però questo termine) causata dai miglioramenti nell'efficienza del motore a vapore, nelle spedizioni, nella rete telegrafica internazionale e nella meccanizzazione agricola.

## Sviluppi successivi

### Ludwig Lachmann
( Ludwig Lachmann, The Market Economy and the Distribution of Wealth, su oll.libertyfund.org.)

### David Harvey
Il geografo e storico David Harvey in una serie di opere pubblicate dagli anni settanta in poi ( Social Justice and the City, 1973; The Limits to Capital, 1982; The Urbanization of Capital, 1985; Spaces of Hope, 2000; Spaces of Capital, 2001; Spaces of Neoliberalization, 2005; The Enigma of Capital and the Crises of Capitalism, 2010), ha elaborato il pensiero di Marx sulle contraddizioni sistemiche del capitalismo, in particolare in relazione alla produzione dell'ambiente urbano (e alla produzione dello spazio in senso lato). Secondo Harvey, il capitalismo trova un aggiustamento spaziale ("spatial fix") per le sue periodiche crisi di accumulo eccessivo attraverso investimenti in immobilizzazioni come infrastrutture, edifici, eccetera: 
(Harvey, 2010, p. 85)
Mentre la creazione dell'ambiente costruito può agire come una forma di spostamento della crisi, può anche costituire un limite a sé stante poiché tende a congelare le forze produttive in una forma spaziale fissa. Poiché il capitale non può rispettare un limite alla redditività, ne derivano forme sempre più frenetiche di "compressione spazio-temporale" (maggiore velocità di turnover, innovazione di infrastrutture di trasporto e comunicazione sempre più veloci, "accumulazione flessibile"), accelerando l'innovazione tecnologica. Quest'ultima costituisce tuttavia un'arma a doppio taglio:
(Harvey, 1995, pp. 105-106)
La globalizzazione può essere vista come una forma finale di compressione spazio-temporale, che consente agli investimenti di capitale di muoversi quasi istantaneamente da un punto all'altro del globo, svalutando le immobilizzazioni, licenziando i lavoratori di un agglomerato urbano e aprendo così nuovi centri di produzione in siti più redditizi. Di conseguenza, in questo continuo processo di distruzione creativa, il capitalismo non risolve né le sue contraddizioni né le crisi, ma semplicemente "le sposta geograficamente".

### Marshall Berman
Nel suo libro del 1987 All That is Solid Melts into Air: The Experience of Modernity, in particolare nel capitolo Innovative Self-Destruction, Marshall Berman fornisce una lettura della "distruzione creativa" marxista per spiegare i processi chiave in atto nella modernità. Il titolo del libro è tratto da un noto passaggio del Manifesto del Partito Comunista che Berman elabora in una specie di Zeitgeist dalle profonde conseguenze sociali e culturali:
(Berman, p. 99)
Berman enfatizza quindi la percezione di Marx della fragilità e dell'evanescenza delle immense forze creative del capitalismo, e trasforma questa apparente contraddizione in una delle figure chiave esplicative della modernità. 

### Manuel Castells
Il sociologo Manuel Castells, nella sua trilogia su The Information Age: Economy, Society and Culture (il cui primo volume, The Rise of the Network Society, è apparso nel 1996), ha reinterpretato i processi attraverso i quali il capitalismo investe in alcune regioni del globo mentre disinveste in altri, utilizzando il nuovo paradigma di "reti informative". Nell'era della globalizzazione, il capitalismo è caratterizzato da un flusso quasi istantaneo che crea una nuova dimensione spaziale, "lo spazio dei flussi". Mentre l'innovazione tecnologica ha permesso questa fluidità senza precedenti, proprio questo processo rende ridondanti intere aree e popolazioni che sono escluse dalle reti informative. Infatti, secondo Castells la nuova forma spaziale della megalopoli possiede la qualità contraddittoria di essere "collegata globalmente e scollegata localmente, fisicamente e socialmente". Castells unisce questi argomenti alla nozione di distruzione creativa:
(Castells, p. 199)

### Daniele Archibugi
Sviluppando l'eredità schumpeteriana, il Science Policy Research Unit dell'Università del Sussex ha ulteriormente analizzato l'importanza della distruzione creativa esplorando, in particolare, come le nuove tecnologie sono spesso idiosincratiche con i regimi produttivi esistenti e portano ad aziende fallimentari e persino industrie che non riescono a sostenere il cambiamento. Queste intuizioni sono state sviluppate da Christopher Freeman e Carlota Perez, mentre Daniele Archibugi e Andrea Filippetti hanno associato la crisi del 2008 al rallentamento dello sviluppo delle nuove opportunità offerte dalle tecnologie dell'informazione e della comunicazione (ICT). Usando come metafora il film Blade Runner, Archibugi ha sostenuto che delle innovazioni descritte nel film del 1982, tutte quelle associate alle ICT sono diventate parte della vita quotidiana negli anni successivi. Al contrario, nessuna di quelle nel campo della biotecnologia è stato completamente commercializzata. Una nuova ripresa economica avverrà quando saranno identificate e sostenute alcune opportunità tecnologiche chiave.
(Daniele Archibugi, Blade Runner Economics.)

### Altri
Nel 1992, l'idea della distruzione creativa fu posta in termini matematici formali da Philippe Aghion e Peter Howitt, dando un modello alternativo della crescita endogena rispetto al modello della varietà in espansione di Paul Romer. 
L'idea della "distruzione creativa" è stata utilizzata da Max Page nel suo libro del 1999 The Creative Destruction of Manhattan, 1900-1940, dove ripercorre la costante reinvenzione di Manhattan, spesso avvenuta al costo di preservare un passato concreto. Descrivendo questo processo come una forma di "distruzione creativa", Page descrive le complesse circostanze storiche, le condizioni economiche e sociali e le personalità che hanno portato a cambiamenti cruciali nel paesaggio urbano di Manhattan.
Oltre a Max Page, altri hanno usato il concetto di "distruzione creativa" per descrivere il processo di rinnovamento e ammodernamento urbano. T. C. Chang e Shirlena Huang hanno fatto riferimento alla "distruzione creativa" nel loro articolo Recreating place, replacing memory: Creative Destruction at the Singapore River. Gli autori hanno studiato gli sforzi per riqualificare un'area lungo il fiume Singapore che riflettevano una nuova cultura vibrante e allo stesso tempo rendevano omaggio alla storia della regione. Rosemary Wakeman ha raccontato l'evoluzione di un'area nel centro di Parigi, in Francia nota come Les Halles. A partire dal XII secolo, questa zona ospitava un vivace mercato ma nel 1971 le bancarelle furono spostate e i padiglioni abbattuti. Al loro posto, fu costruito un nuovo hub per treni, metropolitane e autobus. Les Halles è anche il sito del più grande centro commerciale in Francia e del Centre Georges Pompidou.
Il termine "distruzione creativa" è stato applicato anche nelle arti. Alan Ackerman e Martin Puncher (2006) hanno curato una raccolta di saggi dal titolo Against Theater: Creative destruction on the modernist stage dove descrivono in dettaglio i cambiamenti e le motivazioni causali avvenuti nel teatro a seguito della modernizzazione sia della produzione di spettacoli che dell'economia sottostante. Nel libro si discute su come il teatro si è reinventato di fronte all'anti-teatralità, estendendo i confini del tradizionale in modo da includere più produzioni fisiche che avrebbero potuto essere considerate come tecniche di messa in scena d'avanguardia.
Nel suo libro del 1999, Still the New World, American Literature in a Culture of Creative Destruction, Philip Fisher analizza i temi della distruzione creativa in atto nelle opere letterarie del XX secolo, comprese le opere di autori statunitensi come Ralph Waldo Emerson, Walt Whitman, Herman Melville, Mark Twain e Henry James. Fisher sostiene che la distruzione creativa esiste all'interno di forme letterarie proprio come nel cambiamento della tecnologia.
L'autore neoconservatore Michael Ledeen sostiene nel suo libro del 2002 The War Against the Terror Masters che gli USA rappresentano una nazione rivoluzionaria che annulla le società tradizionali: "La distruzione creativa è il nostro secondo nome, sia all'interno della nostra società che all'estero. Abbattiamo il vecchio ordine ogni giorno, dagli affari alla scienza, dalla letteratura, all'arte, all'architettura e al cinema, alla politica e al diritto". La sua caratterizzazione della distruzione creativa come modello per lo sviluppo sociale ha incontrato una forte opposizione da parte dei paleoconservatori.
La distruzione creativa è stata anche collegata allo sviluppo sostenibile: tale connessione è stata esplicitamente menzionata per la prima volta da Stuart L. Hart e Mark B. Milstein nel loro articolo del 1999 Global Sustainability and the Creative Destruction of Industries, in cui si sostiene che le nuove opportunità di profitto risiedono in un ciclo di distruzione creativa guidata dalla sostenibilità globale. Questa argomentazione sarebbe stata successivamente rafforzato nel loro articolo del 2003 Creating Sustainable Value e nel 2005 con Innovation, Creative Destruction and Sustainability. Andrea L. Larson si è mostrato favorevole a questa visione pubblicando un anno dopo Sustainable Innovation Through an Entrepreneurship Lens, dove afferma che gli imprenditori dovrebbero essere aperti alle opportunità di miglioramento dirompente basato sulla sostenibilità. Nel 2005, James Hartshorn ha sottolineato le opportunità di miglioramento sostenibile e dirompente nel settore delle costruzioni nel suo articolo Creative Destruction: Building Toward Sustainability.
Alcuni economisti sostengono che la componente distruttiva della distruzione creativa è diventata sempre più potente nel corso degli anni, mentre la componente creativa non aggiunge più molto alla crescita come avvenuto nelle generazioni precedenti e l'innovazione è diventata più una ricerca del guadagno che la creazione di valore.

### Libri
- Philippe Aghion e Peter Howitt, Endogenous Growth Theory, MIT Press, 1997.
- Daniele Archibugi e Andrea Filippetti, Innovation and Economic Crisis: Lessons and Prospects from the Economic Downturn, 1st Edition, Routledge, 2013.
- David Harvey, The Limits to Capital, 2007  [1982], ISBN 978-1-84467-095-6.
- David Harvey, Spaces of Capital: Towards a Critical Geography, 2001, ISBN 978-0-415-93241-7.
- David Harvey, The Enigma of Capital and the Crises of Capitalism[collegamento interrotto], Londra, Profile Books, 2010, ISBN 978-1-84668-308-4.
- David Harvey, The Condition of Postmodernity: an Enquiry into the Origins of Cultural Change, 1995, ISBN 978-0-631-16294-0.
- Marshall Berman, All that is Solid Melts into Air: The Experience of Modernity, Ringwood, Vic, Viking Penguin, 1988, ISBN 978-0-86091-785-4.
- Manuel Castells, The Rise of the Network Society, 2ndª ed., Oxford, Blackwell Publishers, 2000  [1996], ISBN 978-0-631-22140-1.
- Richard Foster e Sarah Kaplan, Creative Destruction: Why Companies that are Built to Last Underperform the Market – And how to Successfully Transform Them, Currency publisher, 2001 (archiviato dall'url originale il 25 novembre 2005).
- J. Stanley Metcalfe, Evolutionary Economics and Creative Destruction (Graz Schumpeter Lectures, 1), Routledge, 1998.
- Richard L. Nolan e David C. Croson, Creative Destruction:  A Six-Stage Process for Transforming the Organization, Harvard Business School Press, 1995.
- Max Page, The Creative Destruction of Manhattan, 1900–1940, Chicago, The University of Chicago Press, 1999, ISBN 978-0-226-64468-4.
- Hugo Reinert e Erik S. Reinert, Creative Destruction in Economics: Nietzsche, Sombart, Schumpeter, collana The European Heritage in Economics and the Social Sciences, Springer, 2006, ISBN 978-0-387-32979-6. URL consultato il 2 agosto 2021 (archiviato dall'url originale il 2 giugno 2018).
- Joseph A. Schumpeter, Capitalism, Socialism and Democracy, Londra, Routledge, 1994  [1942], ISBN 978-0-415-10762-4.
- Thomas G. Osenton, The Death of Demand: Finding Growth in a Saturated Global Economy, New Jersey, Financial Times Prentice Hall, 2004.
- James M. Utterback, Mastering the Dynamics of Innovation, Harvard Business School Press, 1996.
- Thomas Homer-Dixon, Upside of Down: Catastrophe, Creativity, and the Renewal of Civilization, Island Press, 2006.
- Stanley I. Kutler, Privilege and Creative Destruction: The Charles River Bridge Case, The Norton Library, 1971.

### Articoli
- Philippe Aghion e Peter Howitt, A Model of growth through Creative Destruction, in Econometrica, vol. 60, n. 2, 1992,  pp. 323-351.
- Daniele Archibugi, Blade Runner Economics: Will innovation lead the economic recovery?, in Research Policy, vol. 46, n. 3, 2017,  pp. 535-543, DOI:10.1016/j.respol.2016.01.021.
- Daniele Archibugi, Andrea Filippetti e Marion Frenz, Economic crisis and innovation: Is destruction prevailing over accumulation? (PDF), in Research Policy, vol. 42, n. 2, 2013,  pp. 303-314, DOI:10.1016/j.respol.2012.07.002.
- Sergio Sparviero e Jim Rogers, Same Tune, Different Words: The Creative Destruction of the Music Industry, dicembre 2011.